# Carlos Niemeyer
Carlos Niemeyer  (Rio de Janeiro, 9 de setembro de 1920 – Rio de Janeiro, 20 de dezembro de 1999) foi um produtor de cinema brasileiro.

## Carreira
Começou na atividade nos anos 1950, produzindo documentários com Jean Manzon, e notabilizando-se ao lançar o Canal 100, um cinejornal semanal que era exibido nos cinemas, antes do filme principal. 
Com estilo próprio, e com muitas câmeras colocadas em vários pontos do estádio, inclusive detalhando o lance em câmera lenta, contando para isso com o talento do cinegrafista Francisco Torturra. Com seu acervo, produziu também filmes de longa-metragem, como Brasil Bom de Bola e Futebol Total.
Em 1970, foi ao México para filmar as primeiras imagens coloridas de uma Copa do Mundo a serem exibidas no Brasil.

## Vida pessoal
Nos anos 40, foi piloto da FAB e em 1945 foi aos EUA com um grupo de oito aviadores, levando aviões para reparos. Lá conheceu a cantora Carmem Miranda, que, nesta época vivia em Los Angeles. Os dois tiveram um romance, que durou um mês, até Niemeyer voltar para o Brasil.
Niemeyer também ficou conhecido por pertencer ao Clube dos Cafajestes, uma turma de playboys bem nascidos do Rio, nos anos 50 e 60. Entre os outros "cafajestes" estavam o jornalista Ibrahim Sued e o ator Jece Valadão.
Era primo do arquiteto Oscar Niemeyer e morreu de causas naturais, aos 79 anos.

## Filmografia (longas)
- 1978 – Brasil Bom de Bola 78 (documentário)[7]
- 1974 – Isto É Pelé (documentário)[8]
- 1974 – Futebol Total (documentário)[9]
- 1970 – Brasil Bom de Bola (documentário)[10]
- 1969 – As Duas Faces da Moeda (ficção – assistente de produção)[11]